# Johann Friedrich Ferdinand Fleck
Johann Friedrich Ferdinand Fleck (Breslavia, 10 giugno 1757 – Berlino, 20 dicembre 1801) è stato un attore teatrale tedesco.

## Biografia
Impostosi ad Amburgo (1779-1783), andò poi a Berlino, dove recitò al Nationaltheater fino alla morte.
Si distinse soprattutto come interprete di parti tragiche ed eroiche (Amleto, Re Lear, Fiesco, Wallenstein, Filippo II, etc.), da lui rese con una passionalità sostenuta da una dignità severa, che lo distingueva dallo stile accademico di Weimar.
Divenne quindi l'attore prediletto di molti scrittori romantici, che lo preferivano a interpreti e autori come Friedrich Ludwig Schröder e August Wilhelm Iffland.
Sua moglie Sophie Luise (Berlino 1777-Prenzlau 1846) si dimostrò valida soprattutto nelle parti di amorosa e ingenua, essendo dotata più di dolcezza che di potenza espressiva.